# Пристли, Рик
Рик Пристли (англ. Rick Priestley; род. 29 марта 1959, Линкольн) — британский дизайнер и автор миниатюрных варгеймов. Известный главным образом как один из создателей Warhammer.

## Биография
Изучал «Археологию с классикой и древней историей» в Ланкастерском университете, который окончил в 1981 году. Проживает недалеко от Ноттингема.

## Карьера
Рик Пристли вместе с Брайаном Анселлом и Ричардом Холливеллом разработал миниатюрную игру Warhammer Fantasy Battle for Games Workshop. Идея Черной библиотеки развилась под руководством Пристли, Энди Джонса и Марка Гаскуйна в журнал Inferno!, дебютировавший в июле 1997 г. Пристли также разработал крупномасштабную боевую игру Warmaster (2000 г.).
Рик покинул Games Workshop в 2009 году, жалуясь на то, что корпоративная культура стала слишком ориентирована на продажи и больше не заботится об инновациях в игровом дизайне. В настоящее время он является совладельцем компании Warlord Games, а также занимается консалтингом на внештатной основе. Он является сотрудником компании River Horse Games.
В конце 2011 года он был избран в комитет Общества Древних. В декабре 2012 года он объявил о планах запустить новую научно-фантастическую игру «Врата Антареса» с первоначальной попыткой финансирования, привлеченного через Kickstarter. Ворота Антареса" сейчас выходит через Warlord Games.